# Ґері Абрагам
Ґері Абрагам  (англ. Gary Abraham, 8 січня 1959) — британський плавець, олімпійський медаліст.

## Виступи на Олімпіадах
| Олімпіада     | Дисципліна                        | Місце     |
| ------------- | --------------------------------- | --------- |
| Монреаль 1976 | плавання на 100 метрів на спині   | 4 h3 r1/3 |
| Монреаль 1976 | комплексна естафета 4 × 100       | 2 h1 r1/2 |
| Москва 1980   | плавання на 100 метрів на спині   | 8         |
| Москва 1980   | плавання на 100 метрів, батерфляй | 6         |
| Москва 1980   | комплексна естафета 4 × 100       | 3         |